# Hæmofobi
Hæmofobi er frygt eller angst – fobi – for blod, der blandt andet kan medføre kvalme eller besvimelser.

 Der er for få eller ingen kildehenvisninger i denne artikel, hvilket er et problem. Du kan hjælpe ved at angive troværdige kilder til de påstande, som fremføres i artiklen.